# Глигорије Возаровић
Глигорије „Глиша” Возаровић (Лежимир, код Сремске Митровице, 1. август 1790 — Београд, 10. јануар 1848) био је први српски књиговезац, књижар, самостални издавач и библиотекар у Кнежевини Србији.

## Биографија
Рођен је 1/12. августа 1790. године у Лежимиру где постоји његова родна кућа. Његови преци Силвестријевићи су некад живели у Зеници и бавили се ћебетарским занатом. Због турског зулума су пребегли из Босне у Славонију крајем 17. века, и почели се бавити "возарским занатом" на реци Сави; отуда им презиме Возаровић. Глигорије је између 1812. и 1816. године радио у једној гостионици у Земуну као "послужитељ". Када је прешао у Београд намеравајући да изучи "коричарски занат", дошао је у додир са кћерком српског кнеза Милоша, која је 1824. године била удата за земунског трговца Тодора Хаџи-Бајића. Великодушна Перка Бајићка му је дала 150 ф. и спремила га да иде у иностранство ради изучавања жељеног заната. На руку му је ишао и Вук Стефановић Караџић, са којим се дописивао и који га је када је изучио занат упутио у Србију. Годинама жудећи са књиговезачким занатом, стигао је напокон у Беч, где је учио код тамошњег мајстора "бухбиндера" Јакова Хермана. Стигао је у аустријску престоницу у другој половини 1824. године и постао бечки калфа па шегрт.
Књиговезачки занат изучио је у Бечу и 1827. дошао у Србију. Возаровић је те 1827. године отворио прву књижарску радњу (књижару) у Београду тј. Србији. Прва локација књижаре била је у кући неке удовице, уз Ећим-Томину кафану (данас је ту кафана "?"). Глиша се из земунских дана спријатељио и окумио са Алексом Симићем (потоњим "попечитељем" и државним саветником у Србији) који ће га подржавати у подухватима. Главни Возаревић заштитник и пријатељ био је Димитрије Давидовић. Штампао је прву књигу у тадашњој Србији „Србско стихотвореније“ 1832. године. Издао је целокупна дела Доситеја Обрадовића у десет књига (четири тома 1833, до 1836. године још пет томова и последњи 10. том 1845). У његовој књижари је 1832. године основана Народна библиотека Србије, тада под називом „Библиотека вароши београдске“ (постоје мишљења да је то у ствари претеча Библиотеке града Београда). У периоду 1833-1844. године био је књиговезац Државне штампарије, једно време и у Крагујевцу док је књижару у Београду водила његова жена Сара (са којом се оженио 1828)), сестра (или сестричина?) Димитрија Давидовића.
Издавао је алманах „Голубица с цветом књижества србског“ (1839—1844) који је уређивао Милош Светић (Јован Хаџић). За „Голубицу“ је Стојан Новаковић тврдио да је утрла пут „Гласнику Србског ученог друштва“., а Јован Скерлић да је „најбољи српски алманах тог времена“ За почасног члана Друштва српске словесности изабран је 10. фебруара 1845. године.
Био је уверен да је пронашао место на коме су спаљене мошти Светог Саве и на том месту 1847. године поставио дрвени крст на месту једног старог дрвеног крста који је већ био пропао. Тај крст је добио назив као и цео тај крај „Возарев крст“. Дрвени Возарев крст је обнављан више пута (1895. и 1923). Касније је на том месту Друштво „Свети Сава“ подигло камени крст црвене боје 1933. године који и сада постоји, тај део Београда данас се по њему зове Црвени крст.
Глигорије Возаровић је умро 10/22. јануара 1848. године у Београду. Био је сахрањен у на старом ташмајданском гробљу, код данашње Цркве светог Марка у близини свог кума Симе Милутиновића Сарајлије. Споменик му је подигла супруга Сара са којом није имао деце. На споменику је писало: Спомен Глигорију Возаровићу, рођ. 1. Авг. 1790 у Лежимиру фрушкогорском, а преминувшем 10. јан. 1848. у Београду србском, куда га Србина доведе пламен љубови к србскоме роду, коме је и чувством и словом и делом служио, неуморни на ползу, чест и славу. Постави заоставша скорбна супруга Сара Возаровић, рођ. Михаиловић.
Приликом пресељења гробља његова хумка је заметена и сада се не зна где му је гроб.

## Сећање на Глигорија Возаровића
Градска библиотека у Сремској Митровици носи име Глигорија Возаровића.
Њему у част установљена је награда „Глигорије Возаровић“ која најбољим издавачима, књиговесцима и књижарима додељује Библиотека града Београда.